# Kærseglmos
Kærseglmos (Drepanocladus aduncus), ofte skrevet kær-seglmos, er et almindeligt mos på våd bund i de frugtbare egne af Danmark. Det videnskabelige artsnavn aduncus betyder 'hagekrummet' og refererer til de krumme blade.
Kærseglmos vokser i tætte puder bestående af spinkle, uregelmæssigt fjergrenede skud. Bladene er 5 mm lange og tilspidsede, helrandede og med en ribbe, der er ca. 3/4 af bladets længde. Ved bladbasis findes bladvinger af større oppustede celler, der til forskel fra den nærtstående tæt seglmos (Drepanocladus polycarpus) ikke når helt ind til bladribben. Bladene er især seglkrummede i spidsen af skuddet. Arten er hyppig i lavmoser. Sporehuse er sjældne.
Kærseglmos er i Europa udbredt mod nord helt til Svalbard, Færøerne og Island. Desuden er den rapporteret fra Kaukasus, nordlige og centrale Asien, Sichuan-provinsen i Kina, Nordamerika inkl. Grønland, Mexico, Peru, Australien, New Zealand og Kerguelen-øerne.